# Vanquish (album)
Vanquish – dziesiąty album studyjny amerykańskiej wytwórni Two Steps from Hell, wydany 2 grudnia 2016 roku.

## Lista utworów
Źródło: Apple Music
| Nr  | Tytuł                        | Długość |
| --- | ---------------------------- | ------- |
| 1.  | „Fall of the Fountain World” | 4:38    |
| 2.  | „Pegasus”                    | 4:29    |
| 3.  | „Vanquish” (feat. Felicia)   | 3:15    |
| 4.  | „New World Order”            | 3:21    |
| 5.  | „Future Guardian”            | 4:13    |
| 6.  | „Enchantress”                | 8:17    |
| 7.  | „Final Kingdom”              | 2:33    |
| 8.  | „His Brightest Star Was You” | 3:19    |
| 9.  | „Siege”                      | 4:15    |
| 10. | „Evergreen”                  | 3:02    |
| 11. | „The Ring of Winter”         | 2:37    |
| 12. | „Stallion”                   | 4:00    |
| 13. | „Turin”                      | 3:55    |
| 14. | „High C’s”                   | 5:39    |
| 15. | „Forge”                      | 4:10    |
| 16. | „Dangerous” (feat. Linea)    | 3:56    |
| 17. | „Inferni”                    | 2:21    |

## Pozycje na listach
| Państwo           | Lista (2016–2017)   | Najwyższa pozycja |
| ----------------- | ------------------- | ----------------- |
| Stany Zjednoczone | Heatseekers Albums  | 5                 |
| Stany Zjednoczone | Classical Albums    | 9                 |
| Stany Zjednoczone | Independent Albums  | 34                |
| Belgia (Flandria) | Ultratop 200 Albums | 169               |
| Belgia (Walonia)  | Ultratop 200 Albums | 194               |